# Аэридес многоцветковый
Аэ́ридес многоцветко́вый (лат. Aërides multiflora) — вид рода Аэридес (Aerides) семейства Орхидные (Orchidaceae).

## Ботаническое описание
Небольшое или среднее эпифитное растение, редко превышающее 25 см в высоту. Цветёт с мая по июль.
Стебли 10—26 см длиной.
Листья многочисленные, плоские, глубокобороздчатые, килевидные, 15—20 см длиной и 2 см шириной.
Цветки собраны в кистевидные висячие соцветия, 15—30 см длиной, иногда разветвлённые, с многочисленными цветками (до 50 штук). Цветки 2—3 см в диаметре, чашелистики и лепестки белые или розовато-сиреневые с аметистовой штриховкой, губа светло-сиреневая, шпора зелёная.

## Ареал
Произрастает в Индии (Ассам, Орисса), Камбодже, Лаосе, Мьянме и Таиланде, в тропических и субтропических лесах на высоте до 1100 м над уровнем моря.

## Экология
В настоящее время в Индии этот вид отнесён к категории растений, которые по-видимому исчезли.

## Классификация

### Таксономия
Вид Аэридес многоцветковый входит в род Аэридес (Aerides) семейства Орхидные (Orchidaceae) порядка Спаржецветные (Asparagales).
|  |                                      |  |                                                             |                                                             |                    |  | ещё 24 семейства (согласно Системе APG II) | ещё 24 семейства (согласно Системе APG II) |                            |  |  |  | ещё около 25 видов |
|  |                                      |  |                                                             |                                                             |                    |  | ещё 24 семейства (согласно Системе APG II) | ещё 24 семейства (согласно Системе APG II) |                            |  |  |  | ещё около 25 видов |
|  |                                      |  |                                                             | порядок Спаржецветные                                       |                    |  |                                            |                                            | род Аэридес                |  |  |  |                    |
|  |                                      |  |                                                             | порядок Спаржецветные                                       |                    |  |                                            |                                            | род Аэридес                |  |  |  |                    |
|  | отдел Цветковые, или Покрытосеменные |  |                                                             |                                                             | семейство Орхидные |  |                                            |                                            | вид Аэридес многоцветковый |  |  |  |                    |
|  | отдел Цветковые, или Покрытосеменные |  |                                                             |                                                             | семейство Орхидные |  |                                            |                                            |                            |  |  |  |                    |
|  |                                      |  | ещё 44 порядка цветковых растений (согласно Системе APG II) | ещё 44 порядка цветковых растений (согласно Системе APG II) |                    |  |                                            | ещё около 880 родов                        | ещё около 880 родов        |  |  |  |                    |
|  |                                      |  |                                                             | ещё 44 порядка цветковых растений (согласно Системе APG II) |                    |  |                                            |                                            | ещё около 880 родов        |  |  |  |                    |